# Le Parapluie (chanson)
 (avril 2024).
Si vous disposez d'ouvrages ou d'articles de référence ou si vous connaissez des sites web de qualité traitant du thème abordé ici, merci de compléter l'article en donnant les références utiles à sa vérifiabilité et en les liant à la section « Notes et références ».
Pour les articles homonymes, voir Parapluie (homonymie).
Pistes de La Mauvaise Réputation
Le Petit Cheval
Le Parapluie est une chanson de Georges Brassens sortie en 1952, sur l'album La Mauvaise Réputation dont elle est le deuxième titre.

## Lexique et construction de la chanson
Comme dans de nombreuses chansons suivantes, Georges Brassens mêle les registres de langue courant et familier (frimousse et pardi) à un registre soutenu ou littéraire, voire désuet (ouïr). 
Il utilise également du vocabulaire venant de la Bible et du christianisme (ange, paradis et déluge).

## Reprises
- 1998 : Maxime Le Forestier, album Le Cahier (84 chansons de Brassens en public)
- 2001 : Johnny Hallyday, album Ma chanson d'enfance[1].